# Lingua argobba
L'Argobba è una delle Lingue semitiche dell'Etiopia, parlata dal popolo Argobba, in un'area posta a nord-est di Addis Ababa.
Appartiene alla famiglia linguistica delle lingue semitiche dell'Etiopia insieme all'amarico ed a altre lingue minori.
Scrivendo, verso la metà degli anni '60, Edward Ullendorff notò che "sta rapidamente scomparendo in favore dell'Amarico e solo poche centinaia di persone anziane sono ancora in grado di parlarlo."
La lingua possiede un gran numero di dialetti ed ha almeno quattro varianti regionali: quella di Harar (estinta), di Aliyu Amba, di Shewa Robit e di Shonke.
Oggi l'argobba corre pericolo d'estinzione, infatti, soffre del processo di deriva linguistica verso la lingua oromonica e l'amarico, per cui i giovani parlano questi idiomi a scapito di quello tradizionale.